# Reutte-Höfens flygplats
Reutte-Höfens flygplats (tyska: Flugplatz Reutte-Höfen) är en mindre flygplats för allmänflyg i Österrike. Den ligger i distriktet Reutte och förbundslandet Tyrolen, i den västra delen av landet, 400 km väster om huvudstaden Wien. Reutte-Höfen Airport ligger 857 meter över havet.